# Gabriel Kost
Gabriel Grzegorz Kost (ur. 17 lutego 1960 w Mikołowie) – polski inżynier, profesor nauk technicznych, profesor Politechniki Śląskiej.

## Życiorys
Ukończył studia na Wydziale Mechanicznym Technologicznym Politechniki Śląskiej w 1984. Stopień doktora uzyskał w 1991, a doktora habilitowanego w 2005 roku. Od 2007 pracuje na stanowisku profesora nadzwyczajnego. 15 kwietnia 2015 uzyskał tytuł profesora nauk technicznych.
W 2006 objął stanowisko kierownika Zakładu Robotyki i Robotyzacji Procesów Technologicznych. A w 2011 – kierownika Zakładu Automatyzacji i Robotyzacji Procesów Technologicznych.
Otrzymał brązowy (2003) oraz srebrny (2012) Krzyż Zasługi.
W 2015 przyjęty do Zakonu Rycerskiego Grobu Bożego w Jerozolimie.